# Église Saint-Martin de Sailly-le-Sec
L'église Saint-Martin de Sailly-le-Sec est située dans le centre du village de Sailly-le-Sec, dans le département de la Somme, à l'est d'Amiens.

## Historique
La précédente église de Sailly-le-Sec nous est connue par une aquarelle d'Oswald Macqueron de 1852.
L'église de Sailly-le-Sec ayant été comme la plus grande partie du village, détruite pendant la Première Guerre mondiale, fut reconstruite durant l'entre-deux-guerres, de 1926 à 1931 sur les plans de l'architecte Léon Saxer.

## Caractéristiques

### Extérieur
L'église est construite en brique et se compose d'un clocher-porche formant narthex, surmonté d'un toit en flèche recouvert d'ardoises. Orienté à l'ouest, l'édifice est conçu selon un plan basilical sans transept. Il est composé d'un vaisseau unique pour la nef et d'un chœur légèrement plus étroit. L'architecture du bâtiment quoique le plan reste traditionnel, est révélatrice des canons de l'art déco tout en respectant l'ordonnancement de l'église antérieure.
Un passage couvert relie le clocher à la salle paroissiale construite au nord tandis que la sacristie, classiquement, est mitoyenne du chœur.

### Intérieur
Le plafond lambrissé et les poutre apparentes sont la caractéristique majeure de l'édifice. En outre, l'église conserve :
- une statue de sainte Catherine d'Alexandrie, en pierre polychrome du XVIe siècle ;
- une statuette de saint Dominique ou de saint Jean au calvaire ;
- une statue de sainte Marthe (XVIe siècle) ;
- une statuette de sainte Thérèse ou de sainte Claire en pierre polychrome du XVIe siècle ;
- une statue de la Vierge à l'Enfant en bois sculpté polychrome du début du XVIIIe siècle. Toutes ces sculptures sont classées monuments historiques au titre d'objet[3].
- une statue de sainte Catherine du XVIIIe siècle, et une statue de sainte non-identifiée inscrites en tant que monuments historiques au titre d'objet[4].

Les vitraux, œuvre de Georges Tembouret, maître-verrier à Amiens, sont contemporains de la construction de l'édifice. On reconnaît parmi les saints représentés : saint Eloi, saint Joseph, sainte Barbe et le Sacré-Cœur de Jésus.
Le mobilier liturgique, dessiné par Léon Saxer, se compose d'un maître-autel en pierre, d'un ambon, de fonts-baptismaux, d'un confessional, d'un lustre en fer forgé, d'appliques...

## Photos

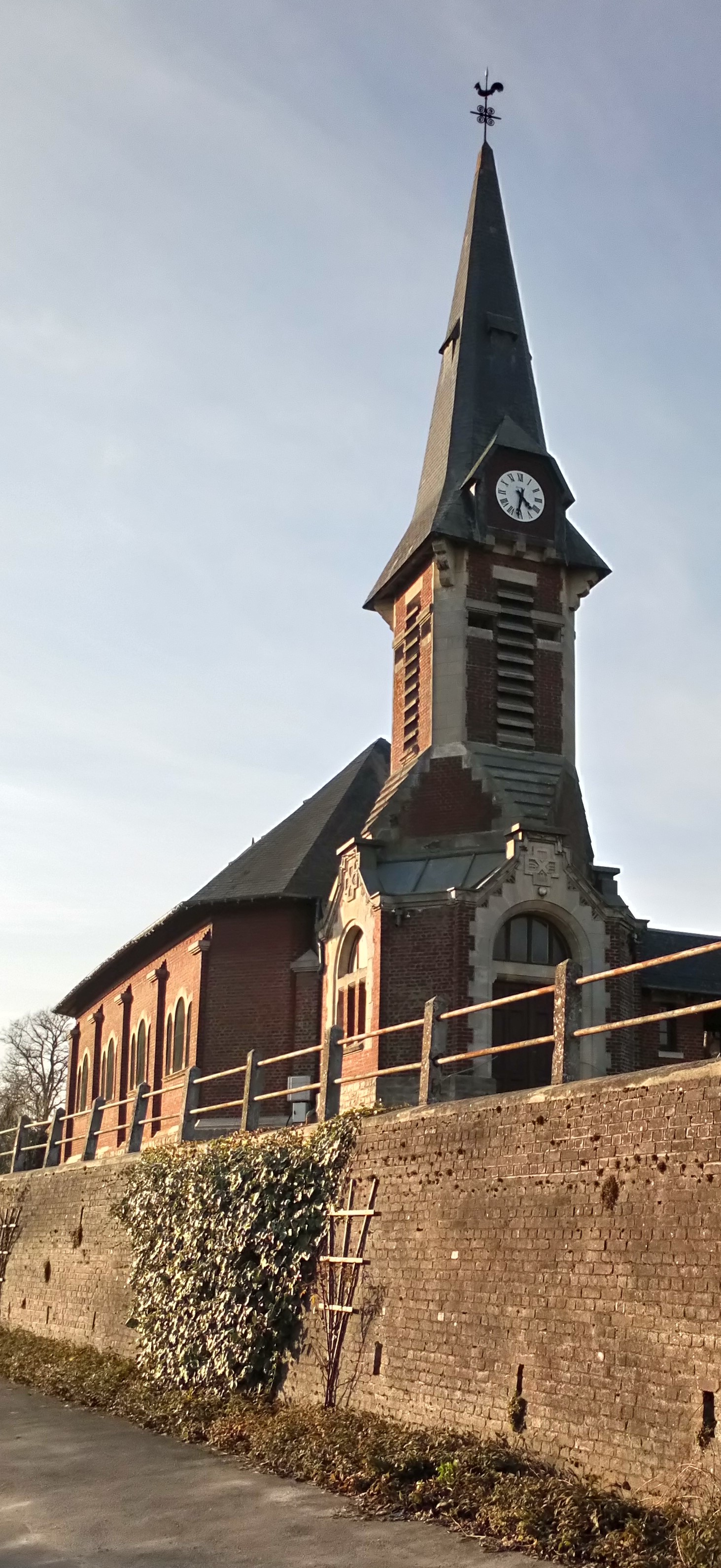
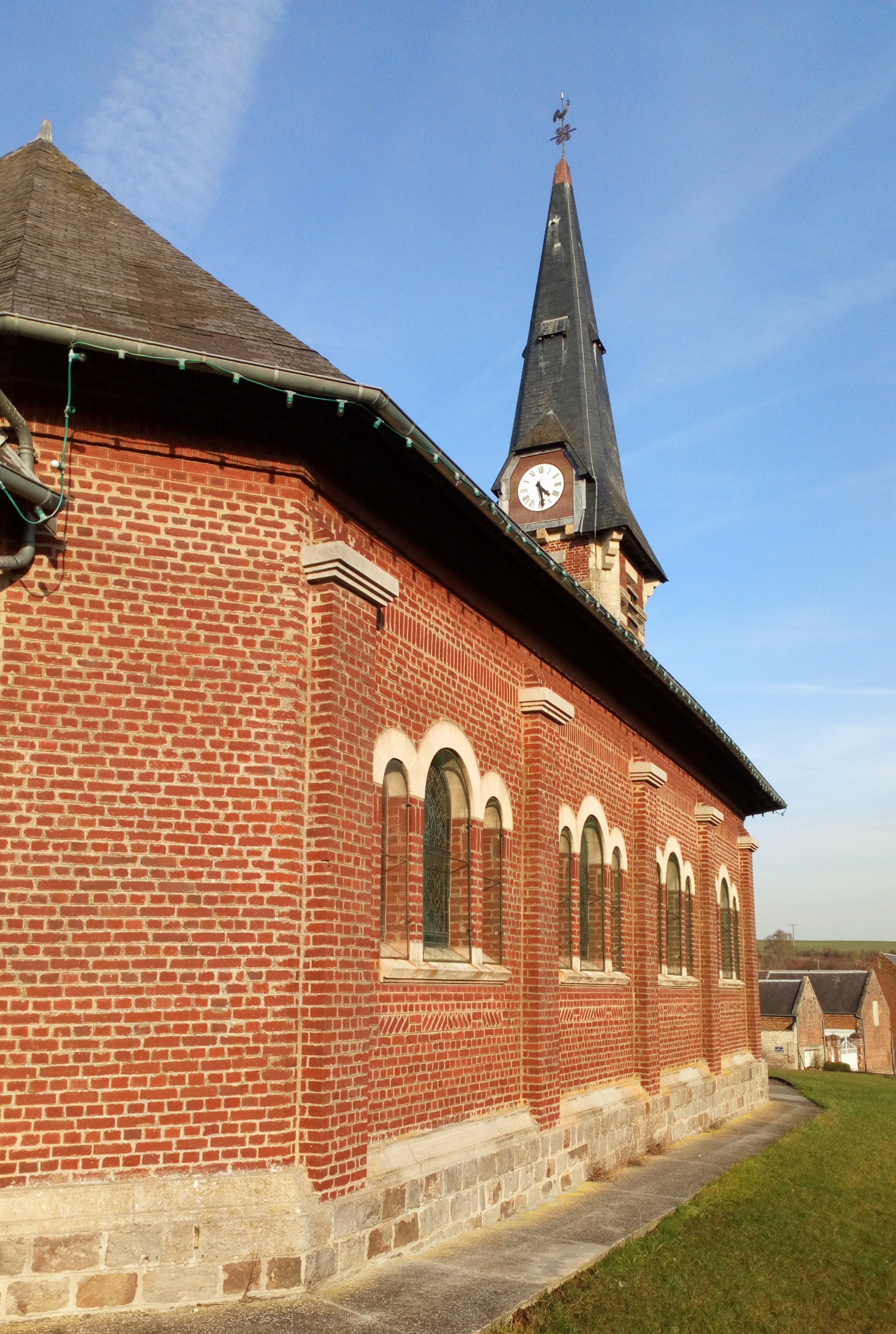
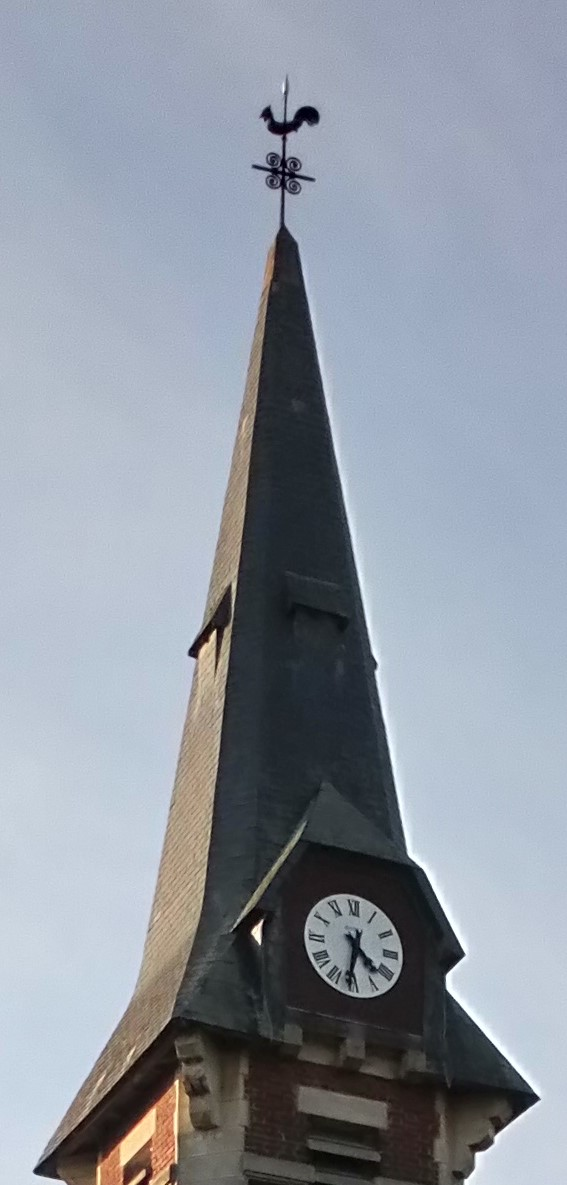
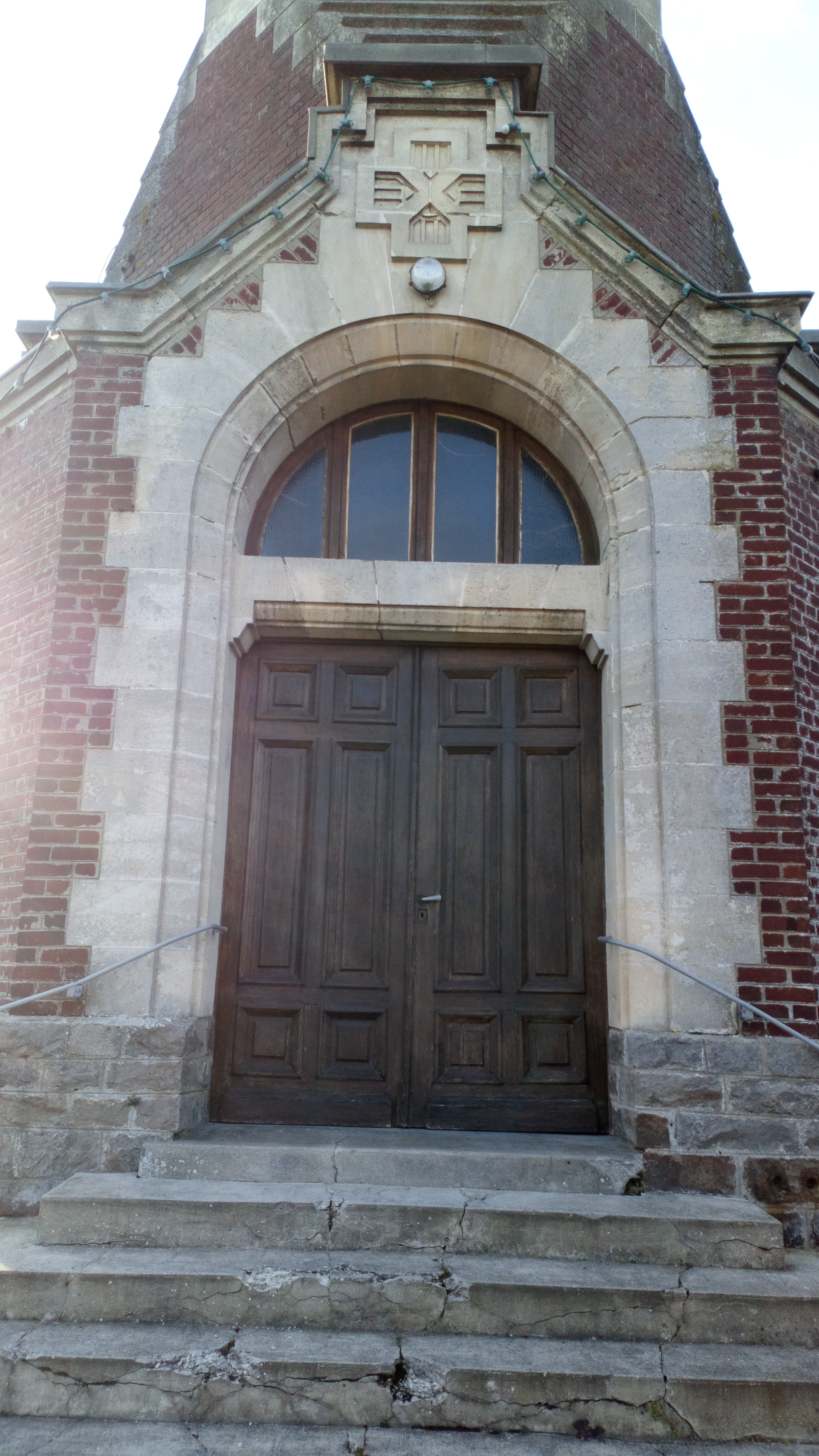